# Milíčovice
Obec Milíčovice (německy Mülschütz, 1720 Milischitz, 1751 Milleschitz) se nachází v okrese Znojmo v Jihomoravském kraji. Žije zde 200 obyvatel.

## Název
V nejstarším písemném dokladu z roku 1349 je vesnice jmenována jako Milošovice (Miloschowicz), k roku 1549 jako Milešovice, roku 1582 jako Milišovice. Na vesnici bylo přeneseno původní pojmenování jejích obyvatel Milošovici odvozené od osobního jména Miloš a znamenající "Milošovi lidé". Tvar Milíčovice vznikl hláskovou záměnou a přikloněním k osobnímu jménu Milíč (už 1360 doloženo Milíčov, z následujícího roku Milíčovice). Německá podoba jména (od poloviny 18. století se ustálilo Milleschitz) vznikla z české varianty obsahující původní -š-. V 19. století do písemných záznamů pronikl (upravený) nářeční tvar Mlíčovice.

## Historie
První písemná zmínka o obci pochází z roku 1349.

## Pamětihodnosti
- Kostel Nanebevzetí Panny Marie
- Zvonice na návsi
- Výklenková kaplička
- Boží muka
- Althanský hostinec